# Eugenia platysema
Eugenia platysema är en myrtenväxtart som beskrevs av Otto Karl Berg. Eugenia platysema ingår i släktet Eugenia och familjen myrtenväxter. Inga underarter finns listade i Catalogue of Life.